# Videogioco di scacchi

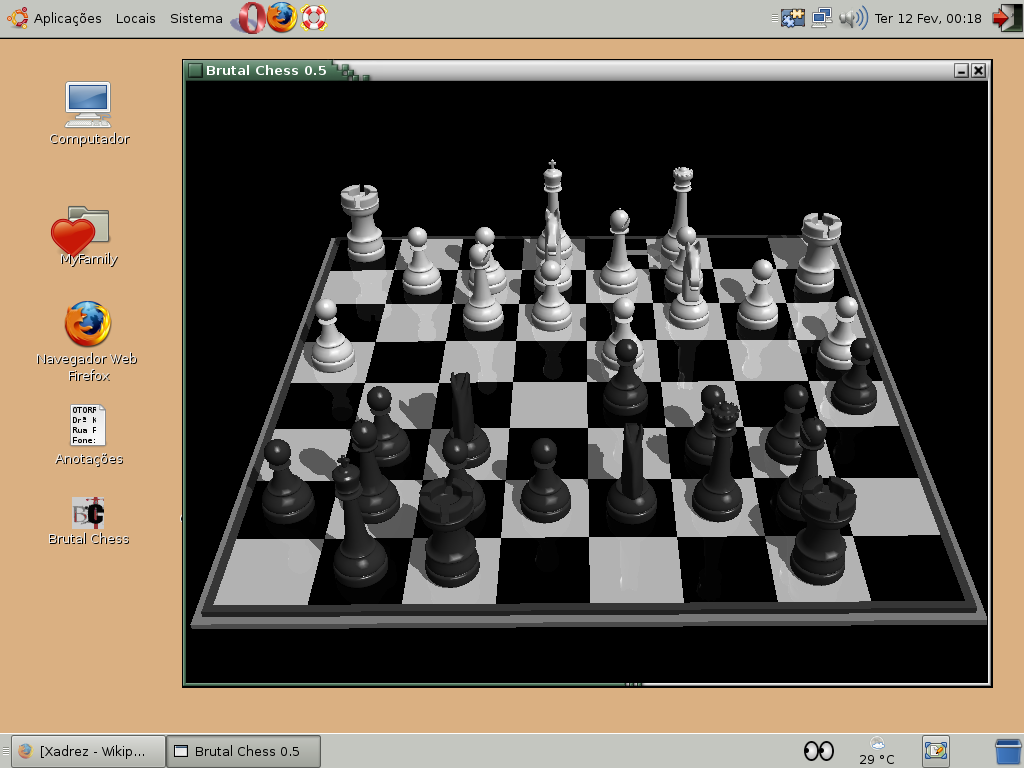
Brutal Chess su Ubuntu

Un videogioco di scacchi è un videogioco che simula una partita di scacchi tra due giocatori. I due giocatori possono essere umani o simulati da un'intelligenza artificiale.
I videogiochi di scacchi sono tra i primi videogiochi che si sono avvalsi dell'intelligenza artificiale. Il gioco degli scacchi è un gioco deterministico, non si basa sul caso ma unicamente sulla strategia. La parte strategica è gestita da un motore scacchistico che calcola le mosse da effettuare. Notare che un motore può esistere anche senza un videogioco, ad esempio quando le mosse vengono calcolate soltanto a fini di studio o di gioco su una scacchiera reale; e viceversa un videogioco può essere privo di motore, se destinato solo al gioco per due giocatori.